# Northeim (Han)
Northeim (Han) (niem. Bahnhof Northeim (Han)) – stacja kolejowa w Northeim, w kraju związkowym Dolna Saksonia, w Niemczech. Według DB Station&Service ma kategorię 3 i obsługuje pociągi InterCity oraz regionalne.

## Linie kolejowe
- Linia Hannover – Kassel
- Linia Northeim – Nordhausen
- Linia Ottbergen – Northeim

## Połączenia
| Linia | Trasa                                                                                           | Takt               | Przewoźnik kolejowy |
| ----- | ----------------------------------------------------------------------------------------------- | ------------------ | ------------------- |
| RE 2  | (Hamburg Hauptbahnhof -) Uelzen - Hannover Hauptbahnhof - Alfeld (Leine) - Northeim - Göttingen | godzinny           | Metronom            |
| RB 80 | Nordhausen – Walkenried – Herzberg – Northeim – Göttingen                                       | dwugodzinny        | DB Regio Nord       |
| RB 81 | Nordhausen – Walkenried – Herzberg – Northeim – Bodenfelde                                      | dwugodzinny        | DB Regio Nord       |
| RB    | Walkenried – Herzberg – Northeim                                                                | pojedyncze pociągi | DB Regio Nord       |
| RB 82 | Bad Harzburg – Goslar - Kreiensen – Northeim – Göttingen                                        | dwugodzinny        | DB Regio Nord       |